# 鈴木信明
鈴木 信明（すずき のぶあき、1960年6月29日 - ）は、日本の俳優、声優。東京都出身。
血液型はA型。

## 出演作品

### テレビドラマ

#### NHK
- 大河ドラマ / 春日局（1989年） - 兵士

#### 日本テレビ
- 火曜サスペンス劇場
  - 女弁護士 高林鮎子→弁護士・高林鮎子
    - 第3作「新横浜発12時09分の女」（1988年）
    - 第34作「志摩の旅・みえ6号毒殺連鎖」（2005年）

  - 女監察医・室生亜季子→監察医・室生亜季子
    - 第5作「高価すぎた情事」（1988年）
    - 第6作「赤い髪の女」（1989年）
    - 第28作「偽装死体」（2000年） - 松原
    - 第31作「母の波涛」（2002年）

  - 街の医者・神山治郎
    - 第2作「出産拒否」（2001年） - 片倉誠二
    - 第3作「乳房喪失」
- DRAMA COMPLEX / 塀の中の懲りない女たち 第1作「宇都宮女子刑務所2006」（2006年）

#### TBS
- 仮面ライダーシリーズ
  - 仮面ライダーBLACK 第26話「超能力少女を救え」（1988年） - アイスクリーム店店員
  - 仮面ライダーBLACK RX 第28話「皇帝陛下の代理人」（1989年） - 住民
- 土曜ドラマスペシャル / いたずら電話をする女（1988年）
- 月曜ミステリー劇場→月曜ゴールデン
  - Gメン'75スペシャル 東京・北海道トリック殺人事件（2001年）
  - 冤罪シリーズ 第4作「冤罪IV」（2003年） - 高校職員
  - 万引きGメン・二階堂雪 - 警備員
    - 第15作「熟年離婚」（2007年）
    - 第16作「美顔・カリスマ美容師」（2007年）

#### フジテレビ
- 東映不思議コメディーシリーズ
  - 魔法少女ちゅうかなぱいぱい! 第8話「ホネまで愛して」（1989年） - 手下
  - 魔法少女ちゅうかないぱねま! 第22話「父さんに恋人!?」（1990年）
  - 不思議少女ナイルなトトメス 第27話「ティナのテスト勉強」（1991年）
  - 有言実行三姉妹シュシュトリアン 第33話「妖怪・米ツキバッタ!」（1993年） - 代議士秘書
- 新入社員物語 オフィスティケイテッドレイディース（1990年）
- 阿刀田高サスペンス / 法則のある死体たち（1990年）
- 金曜エンタテイメント→金曜プレステージ
  - おふくろシリーズ 第12作「おふくろの挑戦」（1996年）
  - 美人三姉妹温泉芸者が行く! 第3作「伊豆稲取なみだの海鳥殺人事件」（1996年）
  - 内田康夫サスペンス 浅見光彦シリーズ
    - 榎木孝明版 第5作「別府・姫島殺人事件」（1997年）
    - 中村俊輔版 第17作「秋田殺人事件」（2003年） - 水谷

  - 踊る! 親分探偵 第1作「マツケンサンバが謎を解く」（2005年）
  - 潮風の診療所〜岬のドクター奮戦記〜（2007年）
- 鬼嫁日記 第4話「カロリー消費地獄」（2005年）

#### テレビ朝日
- はぐれ刑事純情派
  - 第1シリーズ（1988年）
    - 第7話「産院から消えた赤ん坊」
    - 第13話「女の中の悪魔」
    - 第18話「悪徳刑事の妻」

  - 第2シリーズ 第8話「能登の人妻から来た手紙」（1989年）
  - 第4シリーズ 第18話「密室の犯罪・美しき女医の診察室」（1991年）
  - 第5シリーズ 第14話「怪しい心霊写真・虚言癖の女」（1992年）
  - 第6シリーズ 第1話「ハワイ女3人卒業旅行東京〜ホノルル、産婦人科女医の犯罪!?」（1993年）
  - 第7シリーズ 第22話「ヤンママ殺人事件・残った万札」（1994年）
  - 第9シリーズ 第7話「放火致死!? 特殊関係人の女」（1996年）
  - 第15シリーズ 第26話（最終回）「みかんの丘で泣く女東京－伊豆－大島三原山」（2002年）
- スーパー戦隊シリーズ
  - 鳥人戦隊ジェットマン 第31話「戦隊解散!」（1991年） - 作業員
  - 超力戦隊オーレンジャー第4話「怪奇!! 鉄人パパ」（1995年） - 少女の父
  - 星獣戦隊ギンガマン（1998年）
    - 第18話「謎の黒騎士」
    - 第39話「心のマッサージ」 - 医師

  - 救急戦隊ゴーゴーファイブ 第41話「マトイが負けた男」（1999年） - 父親
  - 未来戦隊タイムレンジャー 第9話「ドンの憂鬱」（2000年） - 警視庁幹部
- さすらい刑事旅情編IV 第13話「深夜の密会・刑事を愛した悪女」（1992年）
- 土曜ワイド劇場
  - 密会の宿 第7作「女たちの殺人慰安旅行 忘れられた結婚指輪の秘密」（1992年）
  - 終着駅の牛尾刑事VS事件記者・冴子
    - 牟田刑事官VS終着駅の牛尾刑事 第1作「エネミイ」（2001年）
    - 牟田刑事官VS終着駅の牛尾刑事そして事件記者冴子 第1作「レッドライト」（2003年）

  - おかしな刑事
    - 第1作「伊勢志摩の真珠に秘められた謎の連鎖」（2003年）
    - 第7作「サクラソウは見ていた!」（2011年） - 即売場

  - 刑事の妻〜デカツマ〜 第1作「魅惑の黒髪連続殺人」（2005年）
  - 西村京太郎トラベルミステリー
    - 第46作｢秋田新幹線･こまち連続殺人!」（2006年）
    - 第48作「みちのく殺意の旅」（2007年） - 岡崎
    - 第49作「日光・鬼怒川殺人ルート」（2008年） - 管理人

  - 新聞記者・鶴巻吾郎 第1作「“幻の女”に抱きつかれて私が犯人に!!」（2006年） - マンション管理人
  - 法律事務所 第1作「自白の風景」（2006年） - 教師
  - 終着駅シリーズ
    - 第20作「砂漠の喫茶店」（2006年） - 管理人
    - 第22作「殺人同盟」（2009年） - タクシー運転手

  - 弁天祐美子法律事務所 第1作「塀の中から来た主婦弁護士」（2007年） - 日暮の部下
  - 東京駅お忘れ物預り所 第1作「大分発寝台特急「富士」連続殺人!!」（2007年） - 金子
- メタルヒーローシリーズ
  - 特捜ロボ ジャンパーソン（1993年）
    - 第28話「ウラメシ大作戦」
    - 第32話「脱出不能の迷宮（ラビリンス）」

  - 重甲ビーファイター 第21話「極悪昆虫タッグ」（1995年） - 技術主任
- 風の刑事・東京発! 第1話「風間大輔、東京駅に着任す・函館行き!」（1995年）
- 伊藤潤二恐怖コレクション /長い夢（2000年）
- はみだし刑事情熱系
  - PART5 第3話「912名の人質!! 娘が残した5つの約束…」（2000年）
  - 最終章 第1話「父は生きていた…衝撃の最期」（2004年）
- 仮面ライダーアギト 第4話「パズル解読」（2001年） - 父親
- 相棒
  - Season2 第2話「特命係復活」（2003年） - 明和大学職員
  - Season2 最終回スペシャル（第21話）「私刑〜生きていた死刑囚と赤いベルの女」（2004年） - 瀬戸内米蔵の秘書官
  - Season4 第6話「殺人ヒーター」（2005年） - タクシー運転手（王子キャブ）
  - Season4 元日スペシャル（第11話）「汚れある悪戯」（2006年） - 管理人
  - Season8 第9話「仮釈放」（2009年） - 刑務官
- 木曜ミステリー / 異議あり!女弁護士大岡法江（2004年）
  - 第1話「南の島から来たミス正義、法廷大バトル!」
  - 第8話「エステ殺人密室の復讐」
  - 第9話「涙の親子運命の再会! エステ殺人…完結編」
- スペシャルドラマ テレサ・テン物語〜 私の家は山の向こう（2007年）
- 木曜ドラマ / ナサケの女〜国税局査察官〜 第3話「5歳が運ぶ…お受験脱税!?」（2011年）

#### テレビ東京
- 月曜・女のサスペンス / 原島弁護士の愛と悲しみ（1989年）
- 刑事追う!（1996年）
  - 第2話「同期生」
  - 第7話「警部・馬島直治」 - 第9話「休暇命令」

#### WOWOW
- ドラマW / シリウスの道（2008年）

### テレビアニメ
- 花より男子（1996年 - 1997年、牧野晴男）
- ひみつのアッコちゃん（1998年、若い男、モコの父）

### 映画
- 実録・安藤昇侠道伝 烈火（2002年）
- 四日間の奇蹟（2005年） - 患者